# Alkor
Inte att förväxla med alfågel.
Alkor (Alcidae) är en fågelfamilj i ordningen vadarfåglar.

## Utseende och anatomi
Alkor påminner på ett ytligt plan om pingviner genom sin svartvita fjäderdräkt, sin upprättstående hållning och vissa liknande vanor. De är dock inte alls släkt med pingviner, men har utvecklats på detta sätt genom så kallad konvergent evolution.
Arterna inom familjen har smala, korta och spetsiga vingar och alla nu levande arter kan flyga, och gör det med mycket snabba vingslag. De är skickliga på att simma och dyka och använder då sina vingar för att styra under vattnet.
Näbben är av medellängd, hoptryckt och på tvären fårad. Övre näbbhalvan är i spetsen krökt ut över den undre näbbhalvan. Näsborrarna är smala och täckta av fjädrar. Benen är korta och de tre framåtriktade tårna är simhudsförsedda.

## Ekologi
Arterna inom familjen lever företrädesvis vid de norra haven ute på öppet hav och befinner sig bara på land för att häcka. De häckar kolonivis på branta klippor. De simmar och dyker förträffligt, men går illa. Deras föda består av fisk, kräft- och blötdjur.

## Systematik
Listan nedan följer AviList.
- Släkte Cerorhinca
  - Hornalka (Cerorhinca monocerata)
- Lunnesläktet Fratercula
  - Tofslunne (Fratercula cirrhata)
  - Lunnefågel (Fratercula arctica)
  - Hornlunne (Fratercula corniculata)
- Släkte Ptychoramphus
  - Sotalka (Ptychoramphus aleuticus)
- Släkte Aethia
  - Dvärgalka (Aethia pusilla)
  - Plymalka (Aethia pygmaea)
  - Tofsalka (Aethia cristatella)
  - Papegojalka (Aethia psittacula)
- Släkte Synthliboramphus
  - Japansk alka (Synthliboramphus wumizusume)
  - Kragalka (Synthliboramphus antiquus)
  - Mexikansk alka (Synthliboramphus craveri)
  - Guadalupealka (Synthliboramphus hypoleucus)
  - Kalifornienalka (Synthliboramphus scrippsi)
- Släkte Brachyramphus
  - Långnäbbad marmoralka (Brachyramphus perdix)
  - Marmoralka (Brachyramphus marmoratus)
  - Brunalka (Brachyramphus brevirostris)
- Släkte Cepphus
  - Tobisgrissla (Cepphus grylle)
  - Glasögontejst (Cepphus carbo)
  - Beringtejst (Cepphus columba)
- Alca
  - Tordmule (Alca torda)
- Pinguinus, utdöd ca. 1844
  - Garfågel (Pinguinus impennis)
- Alle
  - Alkekung (Alle alle)
- Släkte Uria
  - Spetsbergsgrissla (Uria lomvia)
  - Sillgrissla (Uria aalge)